# Symphonie no 5 de Lokchine
Pour les articles homonymes, voir Symphonie no 5.
La Symphonie no 5 de Lokchine, sous titrée « Sonnets de Shakespeare », est une symphonie avec baryton, orchestre à cordes et harpe en deux mouvements, composée en 1969, par Alexandre Lokchine sur deux sonnets de Shakespeare. Elle est créée à Moscou la même année, par le baryton Jan Kratov et l'Orchestre de chambre de Moscou, sous la direction de Roudolf Barchaï, à qui l'œuvre est dédiée.

## Histoire
Comme dix des onze symphonies de Lokchine, il s'agit d'une symphonie vocale. Roudolf Barchaï présente cette œuvre ainsi : « Lorsque l'on entend la symphonie vocale de Lokchine, on ne peut que croire que musique et texte sont contemporains tellement ils s'accordent bien ensemble. Lokchine était très exigeant en matière de texte. Comme il était un grand connaisseur d'art poétique et qu'il avait une mémoire phénoménale ainsi qu'une connaissance encyclopédique, il parvenait toujours à sélectionner des poèmes qui touchaient le cœur le plus profond de l'être. Des poèmes consacrés aux thèmes éternels : l'amour, la vie et la mort, le bien et le mal. »

## Mouvements
1. « Tired with all these, for restful death I cry... », sonnet 66
2. « That time of year thou mayst in me behold... », sonnet 73

Durée : 16 minutes
L'œuvre repose sur le conflit insoluble entre positif et négatif. Les deux parties de la symphonie représentent les aspects opposés de l'être : l'action et la contemplation, la protestation et l'apaisement.
La partition présente les parties alternatives pour le baryton : une portant le texte russe et l'autre le texte anglais. Les variations, très légères, s'imposent pour la prosodie.

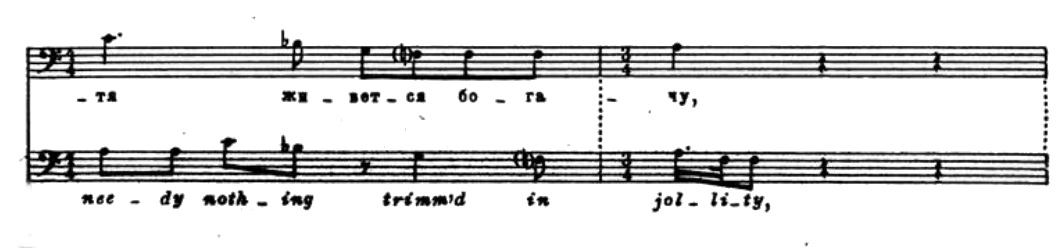
Exemple d'adaptation prosodique et rythmique des textes alternatifs russe et anglais. Ici, du troisième vers du sonnet 66 de Shakespeare. Et la pénurie besogneuse amusée sans effort...

## Textes
| « Tir'd with all these, for restful death I cry, As, to behold desert a beggar born, And needy nothing trimm'd in jollity, And purest faith unhappily forsworn, And guilded honour shamefully misplaced, And maiden virtue rudely strumpeted, And right perfection wrongfully disgraced, And strength by limping sway disabled, And art made tongue-tied by authority, And folly (doctor-like) controlling skill, And simple truth miscall'd simplicity, And captive good attending captain ill: Tired with all these, from these would I be gone, Save that, to die, I leave my love alone. » |  |  |  | « Lassé de tout, j'invoque la paix de la mort Las de voir en naissant mendier le mérite, Et la pénurie besogneuse amusée sans effort, Et la bonne foi trahie douloureusement violée, Et l'honneur doré honteusement placé, Et la vierge vertueuse brutalement prostituée, Et le juste mérite à tort disgracié, Et la force paralysée par un pouvoir boiteux, Et l’art bâillonné par l’autorité, Et la folie, vêtue en docteur, contrôlant l'intelligence, Et la simple loyauté traitée de naïveté, Et le bien captif obéissant au capitaine malade : Lassé de tout cela, je serais parti, Si pour mourir je ne devais laisser seul mon amour. » |

| « That time of year thou may'st in me behold When yellow leaves, or none, or few, do hang Upon those boughs which shake against the cold, Bare ruin'd choirs, where late the sweet birds sang. In me thou see'st the twilight of such day, As after sunset fadeth in the west, Which by-and-by black night doth take away, Death's second self, that seals up all in rest. In me thou see'st the glowing of such fire That on the ashes of his youth doth lie, As the death-bed whereon it must expire Consum'd with that which it was nourish'd by. This thou perceivest, which makes thy love more strong, To love that well which thou must leave ere long. » |  |  |  | « Tu peux voir en moi ce moment de l’année Où il ne pend plus que quelques rares feuilles jaunes Aux branches qui tremblent sous le vent froid, Chœurs nus et ruinés où chantaient naguère les doux oiseaux. En moi tu vois ce pâle crépuscule, Qui s’évanouit à l’occident avec le soleil couchant Et devant la nuit noire tout vas être emporté, Cette image de la mort où tout sombre dans le repos. En moi tu vois la lueur d’un feu qui agonise Sur les cendres de sa jeunesse, Comme un lit de mort où il doit expirer, Consumé par l’aliment qui lui donnait vigueur. Tu t’en aperçois, et c’est ce qui fait ton amour plus fort Pour aimer celui que tu vas perdre avant peu. » |

## Instrumentation
Le compositeur se limite à un orchestre à cordes et une harpe. 

## Discographie
- Symphonie no 5 - Yan Kratov, baryton ; Orchestre de chambre de Moscou, dir. Rudolf Barchaï (1971, Melodiya MEL CD 19 2446) (OCLC 981897726).
- Symphonie no 5 [version en anglais] - Thomas Allen, baryton ; Orchestre symphonique de Bournemouth, dir. Rudolf Barchaï (1995, « A Tribute to Barchaï » CD 15, Ica ICAB 5136)
- Symphonie no 5 [version en anglais] - Viacheslav Pochavski, baryton ; Northers Crown soloists ensemble, dir. Vitali Kataiev (1992, Mezhdunaródnaya Kniga MK 417124 / Olympia MKM 206) (OCLC 902652856)
- Symphonie no 5 [version en anglais] - Jeffrey Black, baryton ; Grosse Orchester Graz, dir. Michel Swierczewski (2006, BIS CD-1456)[3] (OCLC 706714882)

### Notices discographiques
- Josef Benheimb (dirigé par Michel Swierczewski), « Symphonies nos 5, 9 et 11 », p. 22–28, BIS CD-1456, 2006 (OCLC 706714882) .
- (en) Igor Karpinsky (dirigé par Vitali Kataiev), « Symphonie no 5, Quintette, Suite », p. 2–3, Mezhdunaródnaya Kniga MK 417124, 1992 .